# Artur Aleksanyan
Artur Aleksanyan (n. 21 octombrie 1991, Gyowmri, Armenia) este un luptător ce a reprezentat Armenia, medaliat olimpic. A participat la 3 ediții ale Jocurilor Olimpice (2012, 2016, 2020) în care a câștigat o medalie de bronz.